# Nocrich
Nocrich – wieś w Rumunii, w okręgu Sybin, w gminie Nocrich. W 2011 roku liczyła 1287 mieszkańców.